# Давидова Олена Вікторівна
Давидова Олена Вікторівна (рос. Давы́дова Еле́на Ви́кторовна; нар. 7 серпня 1961, Воронеж) — радянська гімнастка. Абсолютна олімпійська чемпіонка зі спортивної гімнастики, заслужений майстер спорту СРСР.
Закінчила Державний двічі орденоносний інститут фізичної культури ім. П. Ф. Лесгафта (Ленінград) (1982), кандидат педагогічних наук.